# 堀春菜
堀 春菜（ほり はるな　1997年3月17日 - ）は日本の女優。神奈川県出身。

## 人物
- 小学校1年生の時から役者になりたいと思っていた。
- 中学生の時、佐藤快磨監督のワークショップに参加した際「2年後くらいに映画撮るんだけど出てくれる？」と声をかけてもらった。2年以上経った後、佐藤監督から本当に連絡をもらい「ガンバレとかうるせぇ」の出演が決まった。
- 「映画24区」に所属後、フリー期間を経て2023年6月「ソニー・ミュージックアーティスツ」に所属することをTwitter（X）、instagramで発表。
- 2024年2月、事務所を退所しフリーランスになることをTwitter（X）で発表。

## 略歴
2014年、『ガンバレとかうるせぇ』主演で女優デビュー。
2017年、『空(カラ)の味』で主演を演じ、第10回田辺・弁慶映画祭 女優賞を受賞。
2018年、音楽をテーマとした日韓合作映画『大観覧車』で主演に抜擢。
2023年3月、26歳の誕生日に大学を卒業。

## 出演

### 映画
- 『ガンバレとかうるせぇ』（2014年、佐藤快磨監督） 主演：広瀬菜津 役
- 『いいにおいのする映画』（2016年、酒井麻衣監督）
- 『空(カラ)の味』（2017年、塚田万理奈監督）主演：野田聡子 役
- 『KILLER TUNE RADIO』（2017年、柴野太郎監督）はるか 役
- 『ポエトリーエンジェル』（2017年、飯塚俊光監督）
- 『キセキーあの日のソビトー』（2017年、兼重淳監督）
- 『僕らのごはんは明日で待ってる』（2017年、市井昌秀監督）
- 『大観覧車』（2018年、ベク・ジェホ、イ・ヒーソップ監督）ヒロイン：はるな 役
- 『万引き家族』（2018年、是枝裕和監督） はるみ 役
- 『浜辺のゲーム』（2019年、夏都愛未監督） 主演：さやか 役
- 『21世紀の女の子』（2019年 「珊瑚樹」夏都愛未監督） 主演：ハル 役
- 『泣く子はいねぇが』（2020年、佐藤快磨監督）
- 『空はどこにある』 （2020年、山浦未陽監督）
- 『誰かの花』（2021年、奥田裕介監督）
- 『わたしの見ている世界が全て』（2023年　佐近圭太郎監督）松永明日香　役
- 『ビューティフル・コンビニエンスワールド』(2023年、堀内友貴監督）
- 『スミコ22』(2024年 福岡佐和子監督）主演：静岡スミコ　役

### 中編短編映画
- 『赤い自転車』（2016年 大石温夏監督）小林ユキ 役
- 『全力で走る』（2016年 加藤大志監督）主演：カナ 役
- 『感光以前』（2016年 竹内里紗監督）瑞木礼香 役
- 『横顔』（2016年 古橋麻里奈監督）はる 役
- 『ぼくらのさいご』（2016年 石橋夕帆監督）主演：広瀬悦子 役
- 『きらわないでよ』（2016年 加藤大志監督）姉 役
- 『楽になりたい』（2016年 松田遥平監督）主演：ハヤカワ五味 役
- 『time』（2016年 中川駿監督）主演：はるか 役
- 『わたしが発芽する日』（2016年 野本梢監督）主演：山下優子 役
- 『カランコエの花』（2017年、中川駿監督）[5]
- 『彼女はひとり』（2017年 中川奈月監督）矢野瑞樹 役
- 『過ぎて行け、延滞10代』（2017年 松本花奈監督）主演：白石夏子 役
- 『歩けない僕らは』（2018年 佐藤快磨監督）相馬幸子 役
- 『在りし人』（2020年 藤谷東監督）ヒロイン：佐代 役
- 『あらくれ』（2020年 鈴木冴監督）由香役
- 『日傘を差す女』（2020年 Jiekai Liao監督）荒木雪子 役
- 『はるの行き先』(2024年 柴野太朗監督)　主演：はる　役

### テレビドラマ
- 『チア☆ドル』（2015年、ABC）チアリーディング選手 役
- 「セブンティーン、北杜 夏」（2017年、YBS山梨放送）主演：川口彩未 役
- 「あったまるユートピア」（2017年 NHKBS）城殿蓮 役
- 「痛快TV スカッとジャパン」（2019年、CX）
- 「みんなのパラリンピック（7）女子高生とパラアスリート篇」（2019年、NHK）
- 『有村架純の撮休』 第3話「人間ドック」（2020年、WOWOW）香川 役
- 『ビューティフル・コンビニエンスワールド』（2023年7月、TOKYO MX）

### 舞台
- 劇団SPACE☆TRIP 『門星家の秘密』（2013年）門星ルイス 役
- ミュージカル『FAB FIVE THE MUSICAL』（2014年）神田千波 役
- カルミアクラブ『なつきとオバケくぬぎ』（2014年）米倉菊 役
- 劇団SPACE☆TRIP 『ココロノハナシ』（2014年）内田陽奈 役
- モラトリアムパンツ『君が決めてよ明日のことは』（2015年）まどか 役
- 『解体されゆくアントニン・レーモンド建築 旧体育館の話』（2016年 作：オノマリコ）主演：息吹 役
- モラトリアムパンツ『プラヌラ』（2019年）主演：まひろ役
- EATI 2019 in Taipei@台湾・国立劇場「國家戲劇院 実験劇場」（2019年）
- Asia Butoh Tree Team Asia in Thailand（2020年）
- M.M.S.T「Othello＜prototype version＞」国際舞台芸術ミーティングin横浜（2020年）
- Asian Performing Arts Farm 2020「Young Farmers Camp」（2020年）
- ロロ「ロマンティックコメディ」東京芸術劇場 シアターイースト（2022年4月15日 - ４月24日）白色　役
- 玉田企画とゆうめいの「おたのしみセット」渋谷ユーロライブ（2022年11月25日 - 11月27日）
- 泊まれる演劇「ホテルインディゴ」HOTEL SHE,OSAKA（2023年3月3日 - 4月24日）エマ・マイヤーズ　役
- LIVE STAGE「ぼっち・ざ・ろっく！」（2023年8月11日 - 20日、THEATER MILANO-Za）PAさん 役 他
  - LIVE STAGE「ぼっち・ざ・ろっく！」2024 PART I STARRY / PART II 秀華祭（2024年9月7日 - 23日、THEATER MILANO-Za）[6]
- Nanori公演「Woodman」〜劇場芸術としてのコント〜（2025年2月28日 - 3月2日、 SCOOL）[7]

### CM
- 株式会社NTTドコモ ニュースアプリ「マイマガジン」WebCM（2019年）
- 株式会社伊東園ホテルズ「通える温泉宿『女友達』篇」（2020年）
- 株式会社ヤクルト本社「ヤクルト400W『人生100年時代』篇」（2022年）

### MV
- SETA「世界に」（2021年）
- 三崎・かもめ児童合唱団「ある日ぼくらはおいしそうなおかしを見つけた」（2021年）
- システム、オール、グリーン「モルヒネ」（2022年）

## 受賞歴
- 第10回田辺・弁慶映画祭 女優賞受賞（『空(カラ)の味』）
- はままつ映画祭2019 Hopeful女優賞（『歩けない僕らは』）[8]
- TAMA NEW WAVE 主演女優賞ノミネート(『ガンバレとかうるせぇ』)